# 卡哈尔
卡哈尔，是西班牙安达卢西亚自治区格拉纳达省的一个市镇。2001年普查人口總數為3536人，人口密度為每平方公里1768人。